# Vanilla polylepis
Vanilla polylepis är en orkidéart som beskrevs av Victor Samuel Summerhayes. Vanilla polylepis ingår i släktet Vanilla och familjen orkidéer. Inga underarter finns listade i Catalogue of Life.